# Lament (powieść)
Lament – powieść Władysława Lecha Terleckiego z 1984 roku. Powieść ta jest częścią cyklu książek tego autora o powstaniu styczniowym. 

## Treść
Akcja toczy się już po klęsce powstania styczniowego. Carska ochrana, na czele której stoi pułkownik Tuchołko, planuje przeprowadzić intrygę, której celem jest ujęcie przebywających na wolności przywódców powstańczych. W tym celu powołuje fikcyjny rząd narodowy. Do tego celu wykorzystuje byłych spiskowców - Zygmunta i Jana. Zwabia też do Warszawy, przebywających w Paryżu dwóch radykalnych powstańców - Piotra i Włodzimierza. Mają oni uczestniczyć w posiedzeniu "rządu" złożonego z agentów carskiej policji. Plan Tuchołki przewiduje aresztowanie uczestników posiedzenia i ujawnienie agenturalnego charakteru tego zgromadzenia. Ma to spowodować kompromitację podobnych przedsięwzięć na przyszłość. 
Intryga kończy się niepowodzeniem. Piotr wymyka się śledzącym go agentom, zaś Jan, który dopuścił się zdrady w imię ratowania przebywającego w więzieniu, syna, ujawnia prawdę, gdy dowiaduje się, że jego syn zmarł. 
Nastrój powieści oddaje obraz zastraszonego i wyzbytego nadziei narodu. 